# Ácido tánico

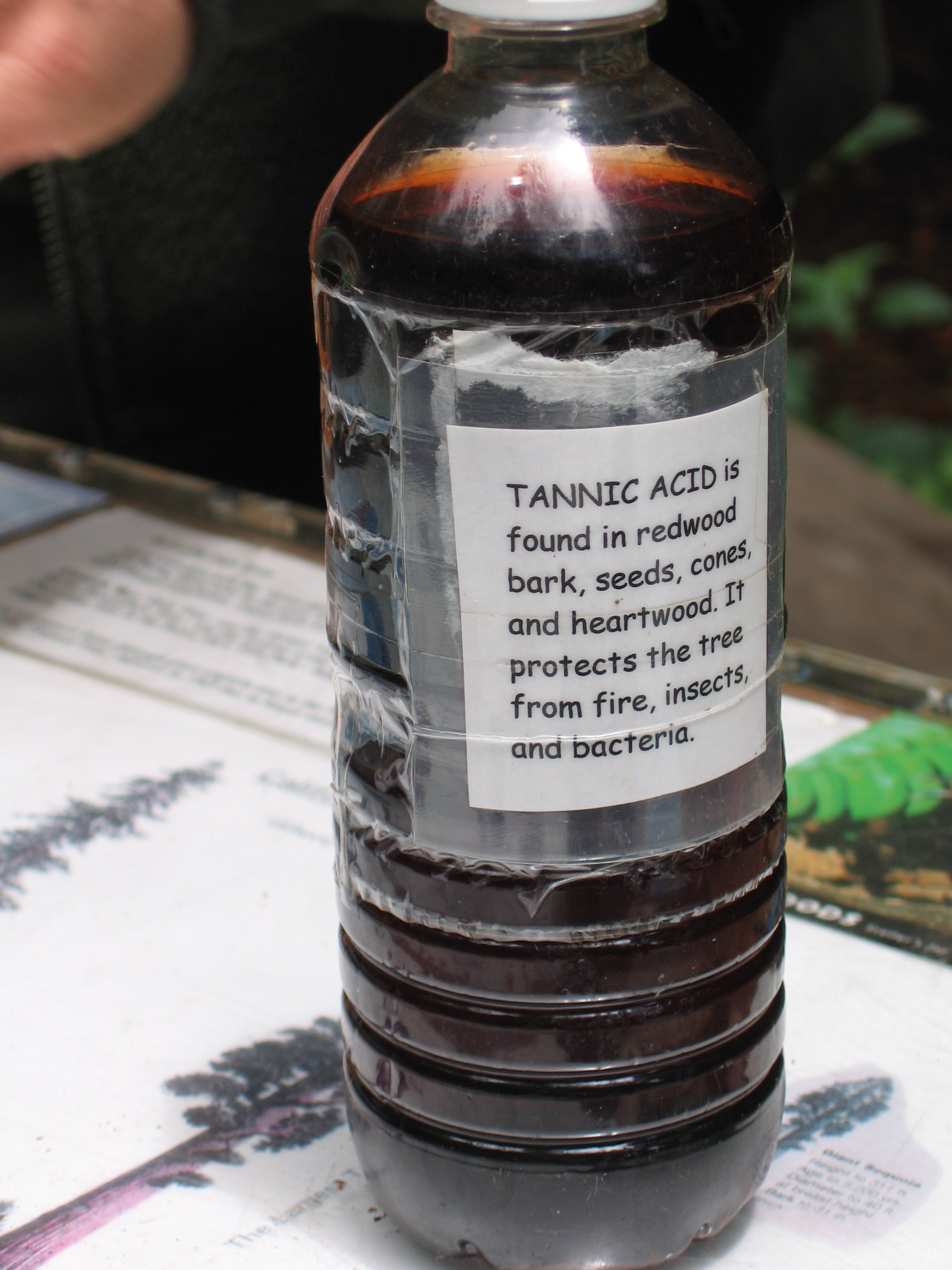
Botella de ácido tánico.

El ácido tánico se trata de un ácido compuesto de glucosa y ácidos fenólicos cuya fórmula exacta es C76H52O46. Este compuesto, que se puede elaborar artificialmente, en la antigüedad se extraía de la naturaleza acumulado en las cortezas y raíces de frutos y plantas, y pueden detectarse también en sus hojas, aunque en menor proporción. 

## Propiedades
Se le atribuyen propiedades antioxidantes y astringentes. Por el contrario, el consumo en exceso puede dificultar la absorción del hierro y las proteínas. En cantidades excesivas destruye las células de la piel, produce insuficiencia hepática y puede llegar a causar la muerte. Una vez es ingerido produce de forma inmediata diarreas, vómitos e irritaciones en la piel.[cita requerida]
Además, el ácido tánico potencia la acción citotóxica de fármacos quimioterápicos en colangiocarcinomas humanos porque modula la expresión de las proteínas transportadoras de eflujo, como PGP, MRP1 o MRP2, que protegen a las células cancerígenas expulsando el fármaco de ellas hacia el exterior celular.

## Presencia en alimentos
Puede encontrarse sobre todo en el vino tinto, café, té, espinacas, pasas negras y la guayaba.

## Ácidos quercitánico y galotánico
El ácido quercitánico es una de las dos formas de ácido tánico que se encuentran en la corteza y las hojas del roble. La otra forma se denomina ácido galotánico y se encuentra en las agallas del roble.
La molécula de ácido quercitánico también está presente en el quercitrón, un colorante amarillo que se obtiene de la corteza del roble negro oriental (Quercus velutina), un árbol forestal autóctono de Norteamérica. Se describe como un polvo amorfo de color marrón amarillento.
En 1838, Jöns Jacob Berzelius escribió que el quercitanato se utiliza para disolver la morfina.
En 1865 en el quinto volumen de "A dictionary of chemistry", Henry Watts escribió :
- Presenta con las sales férricas las mismas reacciones que el ácido galotánico. Sin embargo, difiere de este último en que no es convertible en ácido gálico y no produce ácido pirogálico por destilación seca. Se precipita por el ácido sulfúrico en las borras rojas. (John Stenhouse, Ann. Ch. Pharm. xlv. 16.)
- Según Rochleder (ibid lxiii. 202), el ácido tánico del té negro es el mismo que el de la corteza de roble.[6]

En 1880, Etti le dio la fórmula molecular C17H16O9. Lo describió como una sustancia inestable, con tendencia a desprender agua para formar anhídridos (llamados flobafenos), uno de los cuales se denomina rojo roble (C34H30O17). Para él, no se trataba de un glucósido.

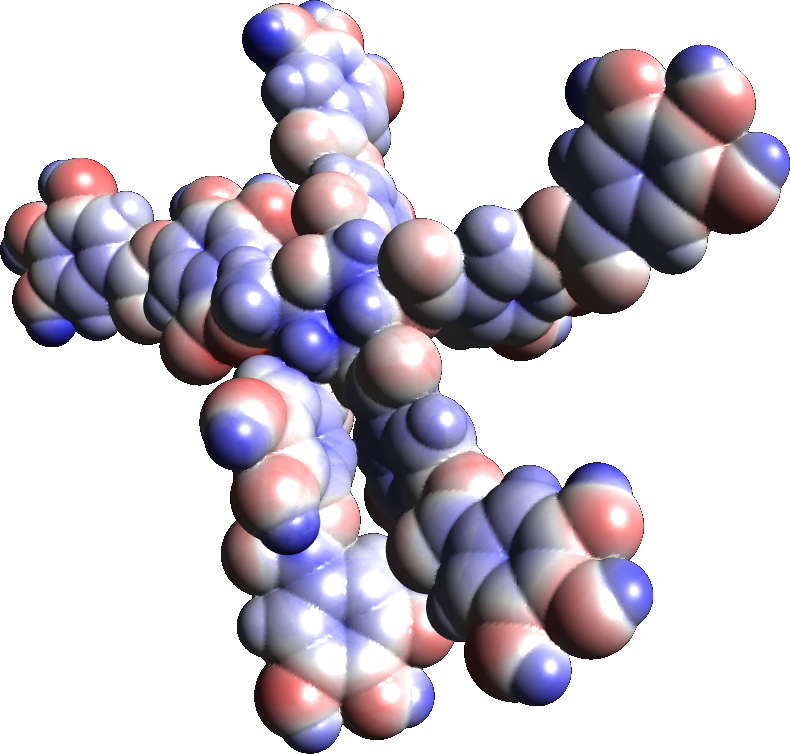
Mapa de potencial electrostático (el azul es carga positiva y el rojo negativa) del ácido decagalloil tánico, es decir, un ácido tánico derivado de diez moléculas de ácido gálico.

En el libro "Análisis orgánico comercial" de Allen, publicado en 1912, la fórmula dada era C19H16O10.
Otros autores dieron otras fórmulas moleculares como C28H26O15, mientras que otra fórmula encontrada es C28H24O11.
Según Lowe, existen dos formas del principio: "una soluble en agua, de fórmula C28H28O14, y otra escasamente soluble, C28H24O12. Ambas se transforman por pérdida de agua en rojo roble, C28H22O11."
El ácido quercitánico fue durante un tiempo un patrón utilizado para evaluar el contenido fenólico de las especias, expresado como equivalente de ácido quercitánico
Como nota histórica interesante, el inventor del carborundo, Edward G. Acheson, descubrió que el ácido galotánico mejoraba enormemente la plasticidad de la arcilla. En su informe de 1904 sobre este descubrimiento, señaló que la única referencia histórica conocida del uso de material orgánico añadido a la arcilla es el uso de paja mezclada con arcilla descrito en la Biblia, Éxodo 1:11, y que los egipcios debían estar al tanto de su (re)descubrimiento. Afirmó que "esto explica por qué se utilizaba la paja y por qué los hijos de Israel tuvieron éxito al sustituir la paja por rastrojo, un proceder que difícilmente sería posible si se dependiera de la fibra de la paja como aglutinante factible para la arcilla, pero bastante razonable cuando se utilizó el extracto de la planta"

## Usos
Se emplea sobre todo en el curtido del cuero, en grandes cantidades convierte las células de la piel en un material muy parecido al corcho. Otro empleo en la industria textil es como mordiente para fijar los colores en las fibras. 

### Usos como medicamento
Junto con el magnesio y, a veces, el carbón activado, el ácido tánico se utilizó en su día como tratamiento para muchas sustancias tóxicas, como las intoxicaciones por estricnina, setas y ptomaína a finales del siglo XIX y principios del XX.
La introducción del tratamiento con ácido tánico de las quemaduras graves en la década de 1920 redujo significativamente las tasas de mortalidad. Durante la Primera Guerra Mundial, se prescribían apósitos de ácido tánico para tratar "quemaduras, ya fueran causadas por bombas incendiarias, gas mostaza o lewisita". Después de la guerra se abandonó este uso debido al desarrollo de regímenes de tratamiento más modernos.
También, internamente se utiliza como astringente activo en las diarreas [cita requerida]. Como astringentes intestinales son preferibles las drogas tánicas o los derivados de tanino, que por descomponerse lentamente, pueden ejercer su acción en todo el tubo digestivo [cita requerida]. También se utiliza en el cólera [cita requerida], sudores nocturnos de los tuberculosos [cita requerida], en el reumatismo articular agudo [cita requerida], en las infecciones generales sépticas como consecuencia de amigdalitis [cita requerida], en el catarro vesical crónico [cita requerida] y en hemorragias renales y uterinas [cita requerida]. En dermatología se emplea como  astringente y antiinflamatorio [cita requerida];  en procesos cutáneos como ulceraciones rezumantes, escaras, grietas cutáneas, etc., [cita requerida] y para el tratamiento de las quemaduras. En forma de supositorios se ha usado en el tratamiento de las hemorroides. [cita requerida]
Es un magnífico antídoto de los alcaloides y de algunas sales metálicas. [cita requerida]
Durante el  embarazo no se debe utilizar el ácido tánico para combatir las hemorroides, pues su absorción en el área anorrectal puede producir toxicidad fetal.[cita requerida]

### Usos en el tratamiento de maderas y tejidos
También se emplea en el tratamiento de maderas para exteriores para preservarla del frío, calor y lluvias. [cita requerida]
La madera que contiene ácido tánico, pasado cierto tiempo, puede desprenderse y decolorar el suelo subyacente. Nunca se debe instalar suelos laminados con ácido tánico sobre una superficie susceptible de mancharse. [cita requerida]
En técnicas de tinción en laboratorio, se usa durante la tinción de flagelos de procariotas antes de realizar la tinción propiamente dicha con rosanilina y después de haber fijado con formaldehído debido a la fragilidad del flagelo.
Los taninos son un ingrediente básico en la tinción química de la madera, y ya están presentes en maderas como el roble, el nogal y la caoba. El ácido tánico puede aplicarse a maderas pobres en taninos para que reaccionen los tintes químicos que requieren un contenido en taninos. La presencia de taninos en la corteza de la secuoya (Sequoia) es una fuerte defensa natural contra los incendios forestales, la descomposición y la infestación por ciertos insectos como las termitas. Se encuentra en las semillas, la corteza, los conos y el duramen.
El ácido tánico es un mordiente común utilizado en el proceso de teñido de fibras de celulosa como el algodón, a menudo combinado con alumbre y/o hierro. El mordiente tánico debe hacerse primero, ya que los mordiente metálicos combinan bien con el complejo fibra-tanino. Sin embargo, este uso ha perdido mucho interés.
Del mismo modo, el ácido tánico también puede utilizarse como tratamiento posterior para mejorar las propiedades de solidez al lavado de la poliamida teñida con ácido. También es una alternativa a los tratamientos posteriores con fluorocarbono para conferir propiedades antimanchas a los hilos de poliamida o a las alfombras. Sin embargo, debido a consideraciones económicas, actualmente el único uso extendido como auxiliar textil es el empleo como agente para mejorar la solidez al cloro, es decir, la resistencia contra el blanqueo del tinte debido a la limpieza con soluciones de hipoclorito en alfombras y bañadores de gama alta a base de poliamida 6,6. Sin embargo, se utiliza en cantidades relativamente pequeñas para la activación del flocado de tapicerías; esto sirve como tratamiento antiestático.

### Uso en el tratamiento e objetos metálicos ferrosos
El ácido tánico se utiliza en la conservación de objetos metálicos ferrosos (a base de hierro) para pasivar e inhibir la corrosión. El ácido tánico reacciona con los productos de la corrosión para formar un compuesto más estable, evitando así que se produzca más corrosión. Tras el tratamiento, el residuo de ácido tánico suele dejarse en el objeto para que, si la humedad llega a la superficie, el ácido tánico se rehidrate y evite o ralentice cualquier corrosión. El tratamiento con ácido tánico para la conservación es muy eficaz y se utiliza mucho, pero tiene un efecto visual importante en el objeto, ya que ennegrece los productos de la corrosión y tiñe de azul oscuro el metal expuesto. También debe utilizarse con cuidado en objetos con componentes de aleación de cobre, ya que el ácido tánico puede tener un ligero efecto de grabado en estos metales.
El ácido tánico también se encuentra en los tratamientos comerciales contra la corrosión del hierro y el acero.

## Toxicidad
El ácido tánico podría causar peligros potenciales para la salud como daños en los ojos, la piel, el tracto respiratorio y el tracto gastrointestinal. Puede causar irritación, enrojecimiento, dolor, visión borrosa y posibles daños oculares. Cuando el ácido tánico se absorbe a través de la piel en cantidades nocivas, puede causar irritación, enrojecimiento y dolor. Las náuseas, los vómitos y la diarrea son síntomas de la ingestión de ácido tánico y la exposición prolongada puede causar daños hepáticos. Por inhalación, el ácido tánico puede causar irritación de las vías respiratorias.

## Toxicología alimentaria
En muchas partes del mundo está permitido su uso en alimentos. En Estados Unidos, la Administración de Alimentos y Medicamentos (FDA) reconoce que el ácido tánico es "generally recognized as safe" para su uso en productos de panadería y repostería, bebidas alcohólicas y no alcohólicas, productos lácteos congelados, caramelos blandos y duros, productos cárnicos y grasas animales fundidas con unos límites máximos establecidos en la legislación.
Según el Reglamento (CE) No 1333/2008 sobre aditivos alimentarios de la Unión Europea, el ácido tánico no puede considerarse un aditivo alimentario y, por tanto, no se encuentra en la lista positiva de aditivos autorizados y no tiene número E. A veces se utiliza incorrectamente el número E181 para referirse al ácido tánico; en realidad, se trata del número del Sistema Internacional de Numeración de Aditivos Alimentarios asignado a los taninos según el sistema FAO-OMS del Codex Alimentarius.
El ácido tánico es una forma específica de tanino, un tipo de polifenol. Su débil acidez (pKa en torno a 6) se debe a los numerosos grupos fenólicos de su estructura. La fórmula química del ácido tánico comercial se da a menudo como C76H52O46, que corresponde a decagalloilglucosa, pero en realidad es una mezcla de poligaloilglucosas o ésteres poligaloilquínicos de ácido, con un número de moléculas de 2 a 12, dependiendo de la fuente vegetal utilizada para extraer el ácido tánico. El ácido tánico comercial suele extraerse de cualquiera de las siguientes partes de la planta: Vainas de tara (Caesalpinia spinosa), gallnuts de Rhus semialata o Quercus infectoria u hojas de zumaque siciliano (Rhus coriaria).
Según las definiciones que figuran en referencias externas como la farmacopea internacional, el Codex Alimantarius y la monografía FAO-OMS sobre el ácido tánico, sólo los taninos obtenidos de las plantas mencionadas pueden considerarse ácido tánico. A veces, los extractos de madera de castaño o roble también se describen como ácido tánico, pero se trata de un uso incorrecto del término. Se trata de un polvo amorfo de color amarillo a marrón claro.
Aunque el ácido tánico es un tipo específico de tanino (polifenol vegetal), a veces los dos términos se utilizan indistintamente (de forma incorrecta). El uso erróneo de los términos durante mucho tiempo y su inclusión en artículos académicos ha agravado la confusión. Esto está especialmente extendido en relación con el té verde y el té negro, ya que ambos contienen muchos tipos diferentes de taninos y no exclusivamente ácido tánico.
El ácido tánico no es un estándar apropiado para ningún tipo de análisis de taninos debido a su composición poco definida.

## Coloración de los cocodrilos
El color de la piel de los Crocodilia (cocodrilos y caimanes) depende mucho de la calidad del agua. Las aguas cargadas de algas producen una piel más verde, mientras que el ácido tánico presente en el agua por la descomposición de las hojas de los árboles colgantes (que produce algunos tipos de ríos de aguas negras) suele producir una piel más oscura en estos animales.